# Список египетских иероглифов
Ниже приведен список египетских иероглифов
Общее количество различных иероглифов со временем увеличилось с нескольких сотен в Среднем Царстве до нескольких тысяч в Птолемеевском царстве.
Наиболее широко используемый список иероглифов — это список знаков Гардинера (1928—1929), который включает 763 знака в 26 категориях. Георг Мёллер составил более обширные списки (опубликованные посмертно в 1927 и 1936 годах). Блок египетских иероглифов Unicode (Unicode версия 5.2, 2009) включает 1071 знак со структурой, основанной на списке Гардинера. Начиная с 2016 года Майкл Эверсон предлагает расширить стандарт Unicode и включить в него список Мёллера.

## Список

### A — Мужчина и его занятия
| Иероглиф | Обозначение по Гардинеру | Символ Unicode | Описание знака                                                                | Транслитерация | Фонетика | Заметки |
| -------- | ------------------------ | -------------- | ----------------------------------------------------------------------------- | --- | -------- | --- |
| 𓀀        | A1                       | U+13000        | сидящий мужчина                                                               | Я (мужской род) (wj, jnk); мужчина; типичная мужская роль; сын, придворный                                                                           |          | Обычно помещается за именем, чтобы указать мужской пол названного человека.                                                                      |
| 𓀁        | A2                       | U+13001        | мужчина с рукой у рта                                                         | есть (whm); пить (swr/swj); говорить, думать, чувствовать, рассказывать (sdjd); воздерживаться от речи (gr) советовать (kAj); любовь (mrj)           |          | Действия связанные с ртом, головой (мыслями), идеями и чувствами.                                                                                |
| 𓀂        | A3                       | U+13002        | мужчина сидящий на пятках                                                     | сидеть (achmsj) |          | Сидячая деятельность. |
| 𓀃        | A4                       | U+13003        | мужчина с поднятыми руками                                                    | предлагать, просить, умолять (dwA); оградить себя (jmn)                                                                                              |          | В понятиях связанных со ртом (питание, речь), а также с мыслями и чувствами.                                                                     |
| 𓀄        | A5                       | U+13004        | крадущийся мужчина прячется за стеной                                         | скрывать, спрятать (jmn) |          | В понятиях связанных с секретом, тайной, сокрытием.                                                                                              |
| 𓀅        | A5A                      | U+13005        | сидящий мужчина прячется за стеной                                            | |          | |
| 𓀆        | A6                       | U+13006        | мужчина сидящий под вазой, из которой течёт вода                              | быть чистым |          | Относится ко всем аспектам «чистого» в зависимости от контекста, то есть «чистоты», «очищения», «очищения», «быть чистым» и т. д.                |
| 𓀇        | A6A                      | U+13007        | сидящий мужчина тянется к камню возлияния (под вазой), из которого течет вода | |          | |
| 𓀈        | A6B                      | U+13008        | сидящий мужчина тянется вниз (под вазой), из которой течет вода               | |          | |
| 𓀉        | A7                       | U+13009        | опускающийся на землю усталый мужчина                                         | быть уставшим или слабым (wrdj) |          | |
| 𓀊        | A8                       | U+1300A        | мужчина выполняющий обряд                                                     | радоваться, праздновать, ликовать (hnw) |          | Возможно также «радостный», «праздничный» и т. д.                                                                                                |
| 𓀋        | A9                       | U+1300B        | мужчина с корзиной на голове                                                  | работа, трудиться (kAt) нагрузка (v или n), бремя (Adjp); нести или тащить (fAj)                                                                     |          | В понятиях связанных с различным трудом, переноской грузов, самим грузом.                                                                        |
| 𓀌        | A10                      | U+1300C        | сидящий мужчина держит весло                                                  | пилить (sqdw) |          | |
| 𓀍        | A11                      | U+1300D        | Сидящий мужчина держит скипетр власти и пастушеский посох с крючком           | друг (ichnms) |          | |
| 𓀎        | A12                      | U+1300E        | солдат с луком и колчаном                                                     | солдат, рота / подразделение солдат (mnfyt) |          | |
| 𓀏        | A13                      | U+1300F        | мужчина со связанными за спиной руками                                        | враг (ichfti); мятежник (sbj) |          | Возможно также «преступник», «предатель», «заключенный».                                                                                         |
| 𓀐        | A14                      | U+13010        | мужчина с пробитой головой из которой течёт кровь                             | умирать (mwt); враг (ichfti) |          | Рана либо наносится самому себе, либо от удара оружием. Фигура «А14» может быть юношей или ребенком, изображена без одежды, а «А14А» — взрослым. |
| 𓀑        | A14A                     | U+13011        | мужчина, чья голова поражена топором                                          | |          | |
| 𓀒        | A15                      | U+13012        | падающий мужчина                                                              | падение (в военном смысле) (xr) |          | |
| 𓀓        | A16                      | U+13013        | кланяющийся мужчина                                                           | поклон (ksw) |          | |
| 𓀔        | A17                      | U+13014        | сидящий ребёнок/отрок с руками у рта                                          | молодой, ребёнок (schrj); сирота (nmach) |          | A17, изображен с голой головой, обозначает фигуру как «более низкий» класс, чем A17A.                                                            |
| 𓀕        | A17A                     | U+13015        | сидящий ребёнок/отрок с опущенными руками                                     | благородная/аристократическая добавка для A3 и A17; сидеть, сидящая молодежь                                                                         |          | Голова «A17A» указывает, что класс фигуры относится к «более высокому» классу, чем «A17».                                                        |
| 𓀖        | A18                      | U+13016        | ребенок в красной короне                                                      | ребёнок царь |          | |
| 𓀗        | A19                      | U+13017        | согнутый мужчина опирается на посох                                           | старый, быть хрупким (jaw); старейшина (smsw); больший (wr); учиться (rhn); бить/ударять (ḥwj)                                                       |          | |
| 𓀘        | A20                      | U+13018        | мужчина опирающийся на раздвоенный посох                                      | старший/старейшина (smsw) |          | |
| 𓀙        | A21                      | U+13019        | мужчина с посохом в одной руке и с платком в другой                           | госслужащий (sr); придворный (smr); высший чиновник                                                                                                  |          | |
| 𓀚        | A22                      | U+1301A        | статуя мужчины с посохом и скипетром власти                                   | статуя (achntj), (twt) |          | |
| 𓀛        | A23                      | U+1301B        | царь с посохом и булавой                                                      | монарх, лорд, правитель(jty) |          | |
| 𓀜        | A24                      | U+1301C        | человек наносит удар с помощью обеих рук                                      | ударить или удар (achwj); мощь, сила; преподавать урок или инструктировать (sbA); вызов (njs); быть счастливым (achaj)                               |          | |
| 𓀝        | A25                      | U+1301D        | мужчина наносит удар палкой/оружием одной рукой                               | ударить или удар (achwj); возможно атака |          | Скорее всего, синоним с A24. |
| 𓀞        | A26                      | U+1301E        | мужчина с протянутой рукой                                                    | называть, вызывать, звать |          | В понятиях, связанных с прислуживанием. |
| 𓀟        | A27                      | U+1301F        | спешащий мужчина                                                              | |          | |
| 𓀠        | A28                      | U+13020        | мужчина с высоко поднятыми обеими руками                                      | быть счастливым или в приподнятом настроении (qAj)                                                                                                   |          | Быть высоким, возвышать, превозносить. |
| 𓀡        | A29                      | U+13021        | мужчина вверх ногами                                                          | опрометью или кувырком (sichd) |          | В слове sxd — идти сверху вниз, висеть вниз головой (о захваченном враге).                                                                       |
| 𓀢        | A30                      | U+13022        | мужчина с воздетыми в восхвалении руками (аналогичный вариант — иероглиф А4)  | предлагать, хвалить, уважать, умолять |          | В понятиях, связанных с поклонением, мольбами.                                                                                                   |
| 𓀣        | A31                      | U+13023        | мужчина с поднятыми со спины руками                                           | отвернуться, отворачиваться |          | |
| 𓀤        | A32                      | U+13024        | мужчина танцует с руками за спиной                                            | танец (ichbj); развеселить, радоваться (hy-hnw); быть счастливым                                                                                     |          | |
| 𓀥        | A32A                     | U+13025        | мужчина танцует с руками вперед                                               | |          | |
| 𓀦        | A33                      | U+13026        | мужчина, несущий на плече палку с узелком или ковриком                        | tв стадо, (mnjw) путешествие; бродяга (ichwsj); пастух (mnjw); блуждать; поход; путешественник (ichwsj); строительство (qb); чужой, странный(schmAw) |          | |
| 𓀧        | A34                      | U+13027        | мужчина толчёт в ступе                                                        | топать |          | Мужчина шлифует (и т. д.); молоть в ступке, строить и т. д.                                                                                      |
| 𓀨        | A35                      | U+13028        | мужчина строит стену                                                          | строить (qd) |          | |
| 𓀩        | A36                      | U+13029        | мужчина замешивает/мнёт в сосуде                                              | пивовар (aftj) |          | |
| 𓀪        | A37                      | U+1302A        | мужчина мнёт в большом сосуде                                                 | пивовар (aftj) |          | |
| 𓀫        | A38                      | U+1302B        | мужчина держит за шеи двух символических животных с головами пантер           | Cusae (qjs) |          | |
| 𓀬        | A39                      | U+1302C        | мужчина держит за шеи двух жирафов (альтернатива иероглифу A38)               | Cusae (qjs) |          | |
| 𓀭        | A40                      | U+1302D        | сидящий бог                                                                   | Птах; Месяц (месяц); божественное / небесное Я (J) (JNK); я сам (wj); Бог                                                                            |          | |
| 𓀮        | A40A                     | U+1302E        | сидящий бог со скипетром                                                      | |          | |
| 𓀯        | A41                      | U+1302F        | царь с уреем                                                                  | царь; Величество (achm); Я (j) (jnk); я сам (wj) |          | |
| 𓀰        | A42                      | U+13030        | царь с уреем и жгутиком                                                       | царь; величество (achm); Я (j) (jnk); я сам (wj) |          | |
| 𓀱        | A42A                     | U+13031        | царь с уреем и жгутиком                                                       | |          | |
| 𓀲        | A43                      | U+13032        | царь в белой короне                                                           | Царь Верхнего Египта; Осирис (wsjr) |          | |
| 𓀳        | A43A                     | U+13033        | царь в белой короне со скипетром                                              | |          | |
| 𓀴        | A44                      | U+13034        | царь в красной короне с жгутиком                                              | царь Верхнего Египта; Осирис (wsjr) |          | |
| 𓀵        | A45                      | U+13035        | царь в красной короне                                                         | Царь Нижнего Египта (bjtj) |          | |
| 𓀶        | A45A                     | U+13036        | царь в красной короне со скипетром                                            | |          | |
| 𓀷        | A46                      | U+13037        | царь в красной короне с жгутиком                                              | Царь Нижнего Египта (bjtj) |          | |
| 𓀸        | A47                      | U+13038        | пастух сидит и укутывается в мантию, держа палку                              | пастух (mnjw); стража (sAw) |          | |
| 𓀹        | A48                      | U+13039        | бородатый мужчина сидит и держит нож                                          | принадлежность (jrj) |          | |
| 𓀺        | A49                      | U+1303A        | сидящий сириец держащий палку                                                 | иностранец, азиат (aAmw) |          | |
| 𓀻        | A50                      | U+1303B        | благородный мужчина сидит на стуле                                            | придворный (smr); знатное лицо |          | В понятиях, связанных со знатными лицами. |
| 𓀼        | A51                      | U+1303C        | благородный на стуле с жгутиком                                               | быть благородной крови (schpsi); выполнить задание (schpsi); тот, кто делает вещи                                                                    |          | |
| 𓀽        | A52                      | U+1303D        | сидящий благородный с жгутиком                                                | быть благородной крови (schpsi); знатное лицо благородной крови (schpsi)                                                                             |          | |
| 𓀾        | A53                      | U+1303E        | стоящая мумия                                                                 | |          | Форма, образ, образ, (двойной); Тутанхамон: форма-жизнь (из) — Амон                                                                              |
| 𓀿        | A54                      | U+1303F        | лежащая мумия                                                                 | смерть (mnj); мёртвый |          | |
| 𓁀        | A55                      | U+13040        | мумия на кровати                                                              | ложись (sdjr); провести ночь / ночь; смотреть на труп (achAt)                                                                                        |          | Ночевка означает ночевку в любом месте, то есть «провести ночь дома» (имя случайного человека).                                                  |
| 𓁁        | A56                      | U+13041        | сидящий мужчина держит палку                                                  | |          | |
| 𓁂        | A57                      | U+13042        | мужчина держит хлеб на коврике                                                | |          | |
| 𓁃        | A58                      | U+13043        | мужчина с мотыгой работает с землёй                                           | |          | |
| 𓁄        | A59                      | U+13044        | мужчина угрожает палкой                                                       | забрать / удержать |          | |
| 𓁅        | A60                      | U+13045        | мужчина сеет семена                                                           | |          | |
| 𓁆        | A61                      | U+13046        | мужчина смотрит через плечо                                                   | |          | |
| 𓁇        | A62                      | U+13047        | азиат                                                                         | |          | |
| 𓁈        | A63                      | U+13048        | царь на троне держит посох                                                    | |          | |
| 𓁉        | A64                      | U+13049        | мужчина сидит на носках и держит чашку вперед                                 | |          | |
| 𓁊        | A65                      | U+1304A        | мужчина в тунике с бахромой и держит булаву                                   | |          | |
| 𓁋        | A66                      | U+1304B        | мужчина держит систрум                                                        | |          | |
| 𓁌        | A67                      | U+1304C        | карлик                                                                        | |          | |
| 𓁍        | A68                      | U+1304D        | мужчина держит нож                                                            | |          | |
| 𓁎        | A69                      | U+1304E        | сидящий мужчина с поднятой правой рукой и висящей вниз левой рукой            | |          | |
| 𓁏        | A70                      | U+1304F        | сидящий мужчина с поднятыми руками                                            | |          | |

### B — Женщина и её занятия
| Иероглиф | Обозначение по Гардинеру | Символ Unicode | Описание знака                                                | Транслитерация                                                                                            | Фонетика | Заметки                                                                     |
| -------- | ------------------------ | -------------- | ------------------------------------------------------------- | --- | -------- | --------------------------------------------------------------------------- |
| 𓁐        | B1                       | U+13050        | cидящая женщина                                               | женщина в женской роли (st); Богиня (nṯrt); дочь (sꜣt); вдова (hꜣrt); певица (šmꜥyt); Я (женский род) (j) |          | Обычно помещается за именем, чтобы указать женский пол названного человека. |
| 𓁑        | B2                       | U+13051        | беременная женщина                                            | быть беременной (bkꜣ); зачать (jwr)                                                                       |          |                                                                             |
| 𓁒        | B3                       | U+13052        | рожающая женщина                                              | родить (msj)                                                                                              |          |                                                                             |
| 𓁓        | B4                       | U+13053        | комбинация рожающей женщины и трёх шкур, сшитых друг с другом | родить (msj)                                                                                              |          |                                                                             |
| 𓁔        | B5                       | U+13054        | женщина, кормящая ребёнка грудью                              | ухаживать, воспитывать, заботиться (rnn); кормилица (определенное существительное) (mnꜥt)                 |          |                                                                             |
| 𓁕        | B5A                      | U+13055        | женщина, кормящая ребёнка грудью (упрощённо)                  | |          |                                                                             |
| 𓁖        | B6                       | U+13056        | женщина на стуле, с ребёнком на колене                        | растить                                                                                                   |          |                                                                             |
| 𓁗        | B7                       | U+13057        | королева, носящая диадему, с цветком в руках                  | |          |                                                                             |
| 𓁘        | B8                       | U+13058        | женщина, держащая цветок лотоса                               | |          |                                                                             |
| 𓁙        | B9                       | U+13059        | женщина, держащая систр                                       | |          |                                                                             |